# Chester Withey
Pour les articles homonymes, voir Withey.
Chester Withey (né le 8 novembre 1887 à Park City (Utah) et mort le 6 octobre 1939 en Californie) est un acteur, réalisateur et scénariste américain de films muets. Il a participé à plus de 100 films.

## Biographie
Chester Withey a commencé sa carrière comme acteur dans le cinéma muet en 1913. En 1916, après avoir réalisé plusieurs films, Withey décide de se concentrer sur cet aspect du cinéma. Il est également crédité comme scénariste pour l'écriture d'une quinzaine de films.
Il se retire de la réalisation en 1928 et meurt le 6 octobre 1939.

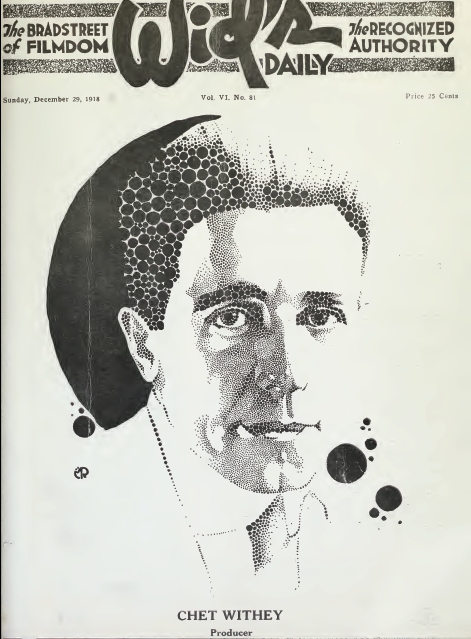
Chet Withey en couverture de Film Daily (1918).

## Filmographie

### Comme réalisateur
- 1916 : The Devil's Needle
- 1916 : Les Vieux (The Old Folks at Home)
- 1916 : The Wharf Rat
- 1917 : Le Mauvais Garnement (The Bad Boy)
- 1917 : A Woman's Awakening
- 1917 : An Alabaster Box
- 1917 : Madame Bo-Peep
- 1917 : Presque mariés (Nearly Married)
- 1918 : Bas les masques ! (The Hun Within)
- 1918 : Trois maris pour une femme (In Pursuit of Polly)
- 1918 : On the Quiet
- 1919 : Dans la nuit (The New Moon)
- 1919 : Little Comrade
- 1919 : Maggie Pepper
- 1919 : Les Dents du tigre (The Teeth of the Tiger)
- 1920 : Elle aime et ment (She Loves and Lies)
- 1920 : Amour d'antan (Romance)
- 1921 : Coincidence
- 1921 : Lessons in Love
- 1921 : Wedding Bells
- 1922 : Arctic Adventure
- 1922 : Domestic Relations
- 1922 : L'Eau qui dort (Heroes and Husbands)
- 1922 : Outcast
- 1923 : L'Esprit de la chevalerie (Richard, the Lion-Hearted)
- 1924 : La Danseuse du Caire (A Cafe in Cairo)
- 1925 : Pleasure Buyers
- 1926 : Going the Limit
- 1926 : L'Honneur de son fils (Her Honor the Governor)
- 1926 : The Impostor
- 1926 : La Reine des diamants (Queen o' Diamonds)
- 1926 : Secret Orders
- 1928 : The Bushranger

### Comme acteur
- 1913 : Love and the Law de Wallace Reid
- 1913 : Where Destiny Guides de Wallace Reid
- 1913 : A Rose of Old Mexico de Wallace Reid : le père de Paquita
- 1913 : The Latent Spark de Wallace Reid : James Crosby
- 1913 : Brother Love, de Wallace Reid
- 1913 : The Renegade's Heart de Wallace Reid
- 1913 : The Mute Witness de Wallace Reid
- 1913 : On the Border de Wallace Reid
- 1913 : Suspended Sentence, de Wallace Reid
- 1913 : The Kiss, de Wallace Reid
- 1913 : When Luck Changes de Wallace Reid
- 1913 : Via Cabaret de Wallace Reid : le père de Harry
- 1913 : Hearts and Horses de Wallace Reid : le shérif
- 1913 : A Foreign Spy de Wallace Reid
- 1914 : The Silent Witness, de Thomas H. Ince et Charles Giblyn
- 1915 : Don Quixote (+ scénario), d'Edward Dillon